# Fritz Schuster
Fritz Schuster es un deportista alemán que compitió para la RFA en remo. Ganó dos medallas en el Campeonato Mundial de Remo, bronce en 1977 y plata en 1978.

## Palmarés internacional
| Campeonato Mundial | Campeonato Mundial        | Campeonato Mundial | Campeonato Mundial |
| Año                | Lugar                     | Medalla            | Prueba             |
| ------------------ | ------------------------- | ------------------ | ------------------ |
| 1977               | Ámsterdam (Países Bajos)  | Medalla de bronce  | Ocho con timonel   |
| 1978               | Cambridge (Nueva Zelanda) | Medalla de plata   | Ocho con timonel   |